# Musa Kunda
Musa Kunda är en ort i Gambia. Den ligger i regionen Upper River, i den östra delen av landet, 280 km öster om huvudstaden Banjul. Antalet invånare var 159 vid folkräkningen 2013.